# Marie-Joseph Cassant

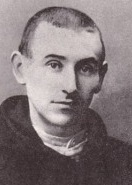
Marie-Joseph Cassant

Marie-Joseph Cassant OCR (* 6. März 1878 in Casseneuil; † 17. Juni 1903 in Bellegarde-Sainte-Marie, Département Haute-Garonne) war ein französischer Zisterzienser strengerer Observanz, der 2004 von der Katholischen Kirche seliggesprochen wurde (Namenstag: 17. Juni).

## Leben und Werk

### Das kurze Leben
Joseph Cassant, Neffe zweier Nonnen, ging in seinem Heimatort in die Schule der Brüder der christlichen Schulen und fühlte sich ab dem Alter von 14 Jahren zum Priestertum berufen. Auf Anraten des Ortspfarrers trat er am 5. Dezember 1894 im Alter von 16 Jahren in das 1852 von Kloster Aiguebelle gegründete Trappistenkloster Sainte-Marie du Désert (Peugniez S. 216) in Bellegarde-Sainte-Marie ein und nahm den Ordensnamen Marie-Joseph an. Er legte am 17. Januar 1897 die zeitliche und am 24. Mai 1900 die ewige Profess ab und wurde am 22. Februar 1902 zum Diakon sowie am 12. Oktober des gleichen Jahres zum Priester geweiht. Acht Monate später starb der 1900 wegen seiner schwachen Gesundheit vom Wehrdienst befreite Mönch an Tuberkulose.

### Diskrete Heiligkeit
Bestimmend für den spirituellen Werdegang von Cassant war sein Novizenmeister André Malet, späterer Abt des Klosters (1911–1936), der seine tiefe Religiosität erkannte und ihn liebevoll führte. Von seinen Mitbrüdern wurde er geschätzt als stets ausgeglichener und freundlich lächelnder Mönch. Sein Ideal war, die Gegenwart mit Geduld, Hoffnung und Liebe zu leben, nach seinem Wahlspruch: „Alles für Jesus, alles durch Maria“ (Tout pour Jésus, tout par Marie). Von ihm ist der Satz überliefert: „Immer werde ich dessen eingedenk sein, dass das Leben als Mönch eine Entäußerung seiner selbst sein muss, von morgens bis abends, je länger, je mehr“ (Je me rappellerai toujours que la vie religieuse doit être un renoncement à soi-même, du matin au soir, de plus en plus grand). Die grausamen Merkmale seiner Krankheit (zu schwach zum Stehen, nahe dem Ersticken beim Liegen, vom Schorf geplagt im Sitzen) ertrug er als persönlichen Kreuzweg. Von seiner diskreten Heiligkeit hat man sagen können: „Es war nichts Außergewöhnliches in seinem Leben, außer der Außergewöhnlichkeit, mit der er das Gewöhnliche tat; nichts Großes, außer der Größe, mit der er die kleinen Dinge verrichtete“ (Rien d’extraordinaire, sauf la façon extraordinaire dont il fit les choses ordinaires; rien de grand, sauf la grandeur avec laquelle il fit les petites choses).

### Rezeption und Seligsprechung
1926 machte das von seinem Kloster herausgegebene Büchlein Deux fleurs du Désert (über ihn und Pierre Vigne, 1670–1740) zum ersten Mal offiziell auf ihn aufmerksam. 1938 erschien im gleichen Klosterverlag L’âme cistercienne du Père Marie-Joseph Cassant (d’après ses notes inédites) von Marie-Étienne Chenevière (1906–1972). 1950 publizierte Marguerite Dufaur Sous le signe de Dieu. Le Père Joseph Cassant, trappiste (Paris, Spes, 1950, Vorwort von Kardinal Jules Saliège). 1956 wurde aufgrund zahlreicher Zeugnisse für die Wirksamkeit von Anrufungen der Seligsprechungsprozess eingeleitet. 1961 widmete ihm Pater Chenevière die Biografie L’Attente dans le silence. Le Père Marie-Joseph Cassant, O. Cist. S.O. (Paris/Löwen, Desclée de Brouwer, 1961, 1981, Vorwort von Thomas Merton). Cassants Tugendhaftigkeit wurde 1984 von Papst Johannes Paul II. anerkannt, der ihn am 3. Oktober 2004 seligsprach. Inzwischen war als weitere Schrift über ihn erschienen: Robert Masson, Joseph Cassant. Les inaperçus de Dieu (« Gottes unauffällige Heilige », Saint-Maur, Parole et silence, 2001). 2006 wurde vom Kloster Bellefontaine seine Korrespondenz herausgegeben (durch Robert Balayé, Pierre-André Burton und Jean-Christophe Christophe). 2008 widmete ihm Pater Jean-Christophe Christophe (nach seinem Erstling Frère Marie-Joseph Cassant. "L’instinct du bonheur", Mesnil-Saint-Loup, Éditions du Livre ouvert, 2001) das Werk Demeurer dans le coeur de Jésus. Bienheureux Marie-Joseph Cassant (Flavigny-sur-Ozerain, Traditions monastiques, 2008; Vorwort von Jean-Marie Couvreur).

### Würdigung
Dom Jean-Marie Couvreur, Abt des Klosters Sainte-Marie du Désert von 1987 bis 2013, hat über Cassant gesagt: "Es tut uns gut, Pater Cassant in seiner Schwäche, seinen Fehlern und seinen menschlichen Unzulänglichkeiten zu erleben. Er hat sich dem allem gestellt und das Beste aus sich herausgeholt dank seiner glühenden Liebe zu Jesus. So wurde er zu einem ganz Gott zugewandten Menschen, der nur aus Ihm und für Ihn lebte. Er ist einer von den Kleinen, für die wir Gott nur danken können, denn sein Leben lässt uns erahnen, dass das Reich der Liebe auch uns angeboten wird, schon hier und heute, und dies trotz unserer Schwachheit, Verwundbarkeit und Kleinheit." (Il nous est bon de regarder le P. Cassant dans sa faiblesse, avec ses failles et ses manques humains. Il a pu y faire vraiment face et développer le meilleur de lui-même grâce à l’amour de Jésus qui brûlait son cœur. Il est devenu un homme totalement tourné vers Dieu, ne vivant que de Lui et pour Lui. Il est l’un de ces petits pour lesquels nous pouvons rendre grâces à Dieu car sa vie nous laisse entrevoir que le Royaume de l’Amour nous est aussi proposé, dès à présent, quelles que soient nos faiblesses, notre fragilité, notre petitesse.)

## Weitere Literatur
- Christoph Elsen: Stilles Heldentum eines jungen Trappisten. Der Diener Gottes P. Maria Joseph Cassant. Steffen, Limburg 1940.
- Bernard Peugniez: Le guide routier de l’Europe cistercienne. Esprit des lieux. Patrimoine. Hôtellerie, Editions du Signe, Straßburg 2012.
- Ferdinand Holböck: Die neuen Heiligen der katholischen Kirche. Von Papst Johannes Paul II. und Papst Benedikt XVI. in den Jahren 2003–2006 kanonisierte Selige und Heilige. Christiana-Verlag, Stein am Rhein 2011, ISBN 978-3-7171-1208-2, S. 107–111.